# نماز طواف
سومین مرحله از عمره تمتع مربوط به اعمال حج، نماز طواف است که پس از انجام طواف، باید دو رکعت نماز، به نیّت نماز طواف بخواند.

## کیفیت نماز طواف
این نماز همانند نماز صبح می‌باشد، اما سوره حمد و اخلاص را می‌توان بلند یا آهسته بخواند.

## زمان خواندن نماز طواف
زمان خواندن نماز بعد از طواف و قبل از سعی می‌باشد.

## مکان نماز طواف
برای تعیین مکان نماز طواف همین کافی است که عرفاً بگویند پشت مقام است، گرچه از مقام دور باشد.
در اینجا به دو مسئله می‌پردازیم:
1. بنابراحتیاط واجب باید پس ازطواف، نماز طواف را زود بجا آورد به طوری که نگویند بین آنها فاصله افتاده است.
2. جایز است نماز طواف مستحب را هر جای مسجدالحرام که بخواهد بجا آورد.